# Voalavo antsahabensis
Voalavo antsahabensis är en gnagare i underfamiljen madagaskarråttor som förekommer på Madagaskar.
Vuxna exemplar når en kroppslängd (huvud och bål) av 85 till 100 mm, en svanslängd av 102 till 123 mm och en vikt av 19 till 26 g. Den mjuka och täta pälsen på ovansidan har en grå färg som blir gråbrun på sidorna och vid axlarna. På undersidan förekommer nästan vit päls. Liksom hos den andra arten i samma släkte är svansen nästan naken med en grå ovansida och en vit undersida. Arten har en gråbrun fotrot och andra delar av foten är vita.
Utbredningsområdet är bergstrakter kring orten Anjozorobe på östra Madagaskar. Arten vistas i regioner som ligger 1250 till 1450 meter över havet. Regionen är täckt av tropiska skogar.
Voalavo antsahabensis sover troligtvis i jordhålor på marken och den söker sin föda på natten genom att klättra i växtligheten. Den klättrar bland annat på tunna lianer. Antagligen äter arten frön och frukter. Honor har sex spenar och per kull föds tre ungar.
Beståndet hotas av svedjebruk. Det befaras att Voalavo antsahabensis får sjukdomar från introducerade gnagare. Utbredningsområdet är uppskattningsvis 605 km² stort. IUCN listar arten som starkt hotad (EN).